# Райзман, Гарретт Эрин
Га́рретт Э́рин Ра́йзман (англ. Garrett Erin Reisman; род. 1968) — астронавт НАСА. Совершил два космических полёта на шаттлах: STS-123 (2008, «Индевор») и STS-132 (2010, «Атлантис»), совершил три выхода в открытый космос, инженер.

## Личные данные и образование

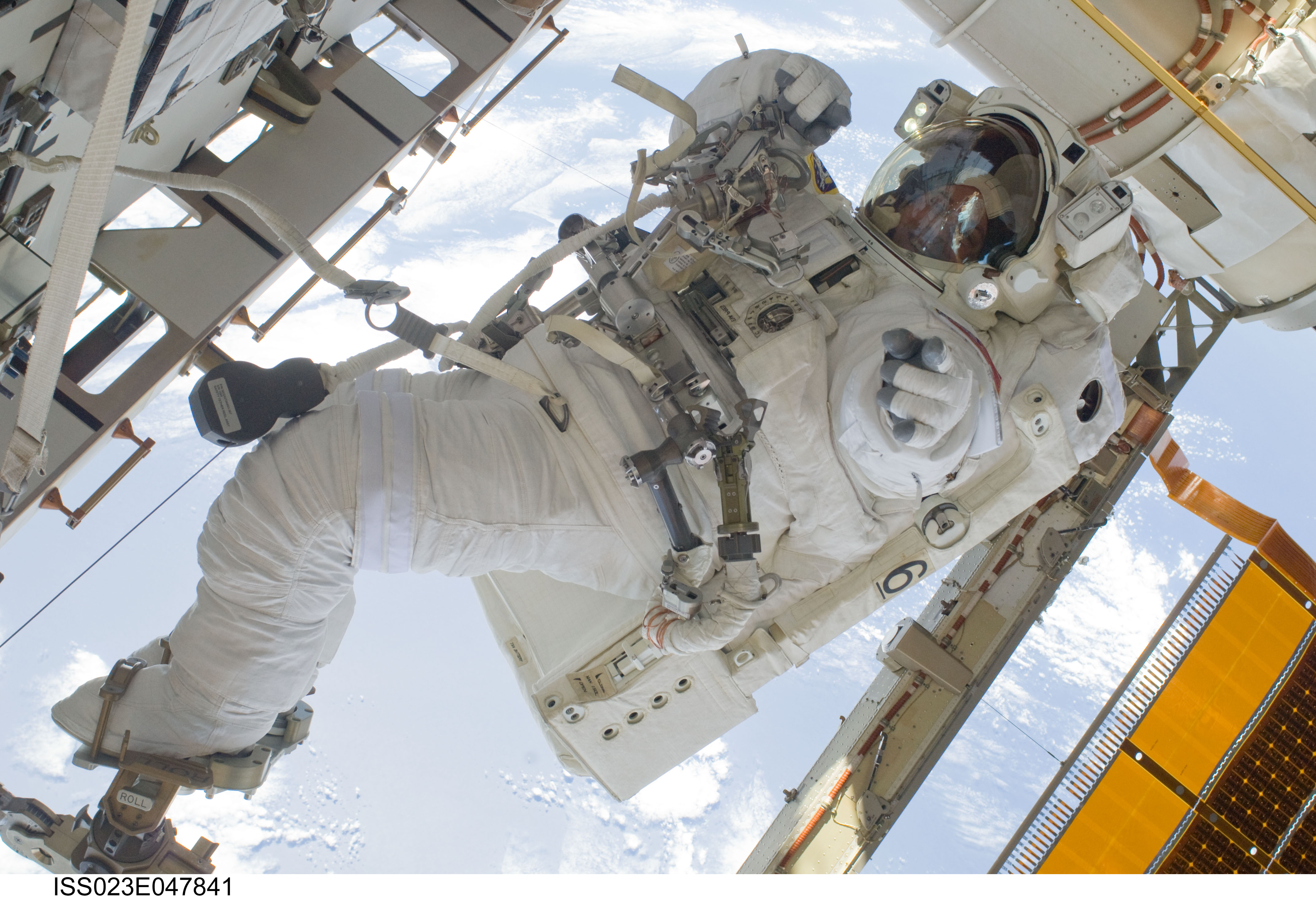
Райзман в открытом космосе.

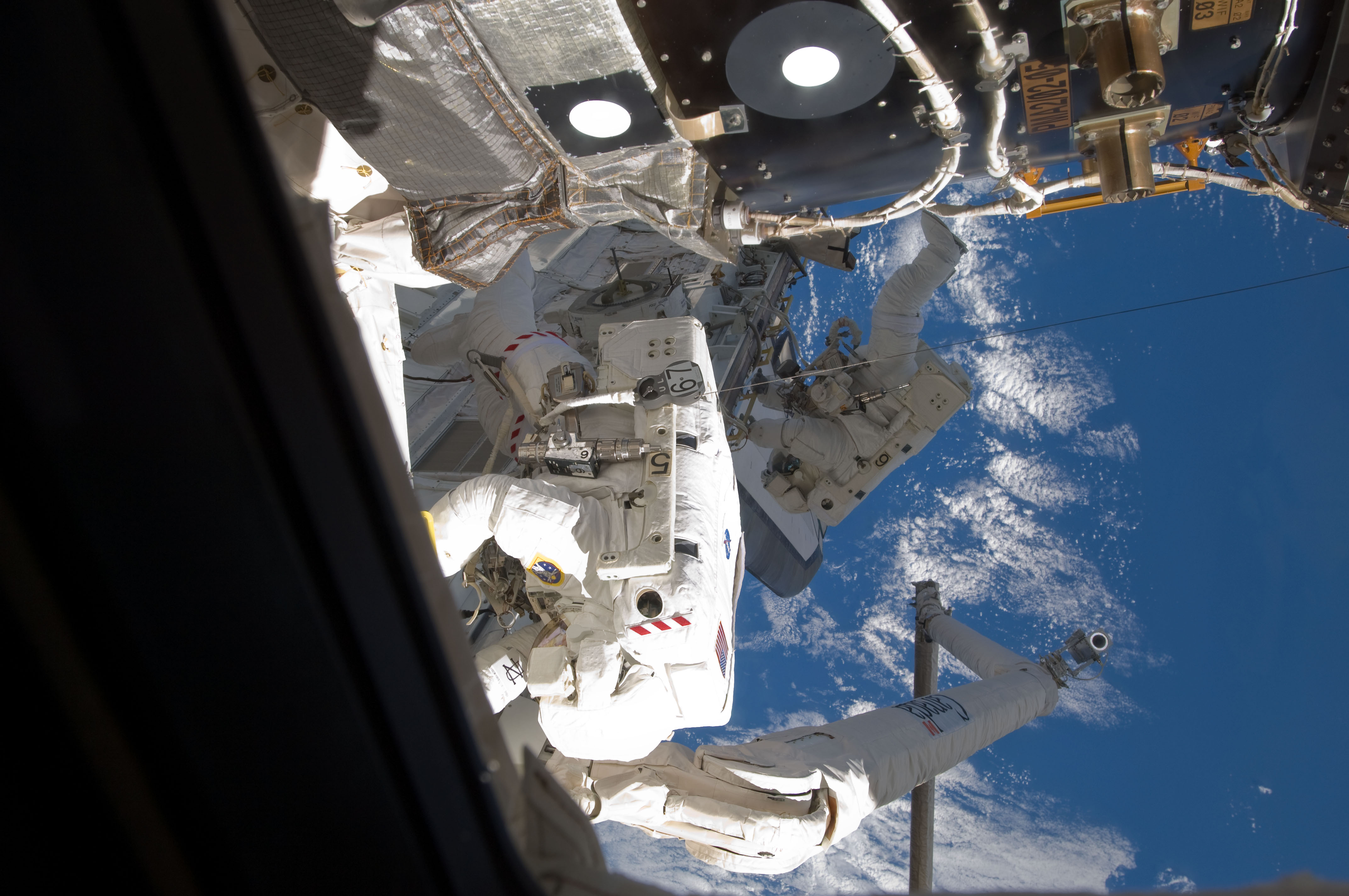
STS-132: работы в открытом космосе, Райзман в глубине кадра.

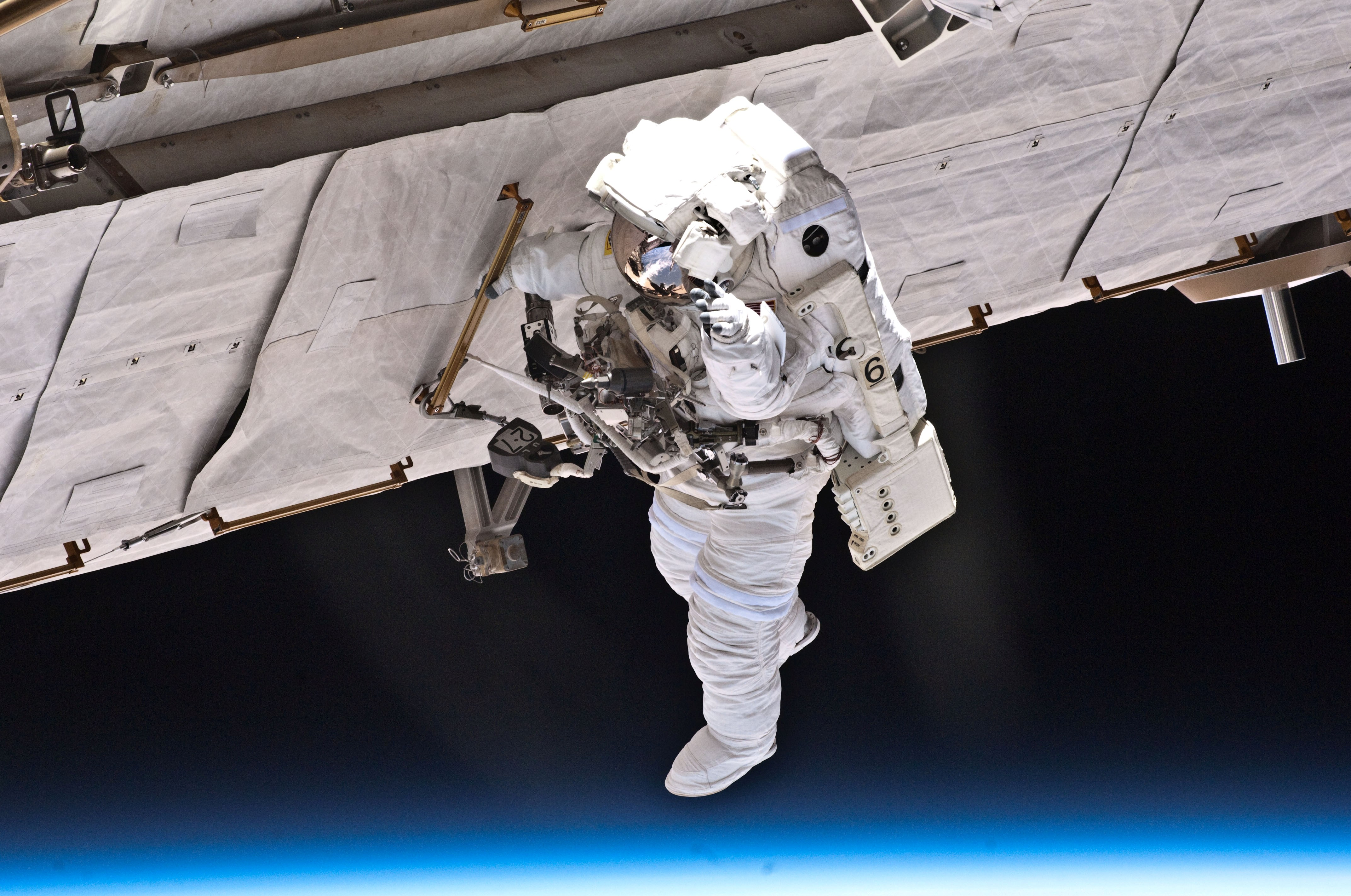
STS-132: работы в открытом космосе.

Гарретт Райзман родился 10 февраля 1968 года в городе Морристаун, штат Нью-Джерси, но своим родным считает город Парсипани того же штата; там в 1986 году он окончил среднюю школу. В 1991 году получил степени бакалавра в областях экономики, машиностроения и прикладной механики в Пенсильванском университете. В 1992 году получил степень магистра наук в области машиностроения в Калифорнийском технологическом институте и в 1997 году там же — степень Ph. D. в области машиностроения.
Имеет разнообразные интересы: увлекается полётами, лыжами и сноубордом, скалолазанием, альпинизмом, каньонингом и подводным плаванием. Радиолюбитель с позывным KE5HAE. Райзман — сертифицированный лётчик-инструктор FAA. Его родители, Роберт и Шейла Райзман, в настоящее время проживают в Палм-Харборе (Флорида). Его родная сестра Лайни Райзман работает экономическим консультантом и в настоящее время проживает за пределами Соединенных Штатов..

## До НАСА
С 1996 по 1998 год Райзман работал в Отделе технологий в «TRW», в Редондо-Бич, Калифорния, занимался наведением космических аппаратов, навигацией и управлением в пространстве. В это время «TRW» и Райзман сотрудничали с НАСА. До своей работы в компании «TRW» Райзман работал в Калифорнийском технологическом институте, в отделе инженерных и прикладных наук в Пасадене (Калифорния). Его исследования многофазной механики поведения жидкостей привели к доказательству наличия ударных волн в нестационарных кавитационных объёмах. За это открытие в области гидродинамики, сделанное в Калифорнийском технологическом институте, он получил премию Брюса Чепмена..

## Подготовка к космическим полётам
В июне 1998 года был зачислен в отряд НАСА в составе семнадцатого набора, кандидатом в астронавты. С августа 1998 года стал проходить обучение по курсу Общекосмической подготовки (ОКП). По окончании курса в августе 1999 года получил квалификацию «специалист полёта» и назначение в Офис астронавтов НАСА. Был назначен в Отдел развития Международной космической станции (МКС). Участвовал в многочисленных научных и технических конференциях, прошёл интенсивное обучение в рамках подготовки к полёту на шаттлах и Международной космической станции (МКС), физиологическую подготовку, летал на самолётах T-38 Talon, прошёл курс выживания в случае экстремальной посадки в пустыне.

## Полёты в космос
- Первый полёт — STS-123[5], шаттл «Индевор». Старт 11 марта 2008 года в качестве «специалист полёта». Прибыв на Международную космическую станцию (МКС), стал бортинженером в составе долговременных экспедиций МКС-16 и МКС-17. Продолжил сборку Международной космической станции. 14 марта во время полёта выполнил один выход в открытый космос продолжительностью 7 часов и 1 минуту. В ходе работы за бортом станции астронавты подготовили модуль «Кибо» к извлечению из грузового отсека «Индевора» и установке его с помощью манипулятора корабля на модуль «Хармони», выполнили первый этап сборки робота- манипулятора «Декстр». Продолжительность полёта составила 95 суток 8 часов 47 минут. Приземление на STS-124 состоялось 14 июня 2008 года.[6].

- Второй полёт — STS-132[7], шаттл «Атлантис». C 14 по 26 мая 2010 года, в качестве «специалист полёта». Доставка научного оборудования и запасных частей для МКС, в том числе: шесть новых аккумуляторных батарей, запасные части для канадского робота-манипулятора «Декстр». Доставка и пристыковка российского стыковочно-грузового модуля «Рассвет» к нижнему порту модуля «Заря». Вес модуля «Рассвет» составлял 7,8 тонны (17147 фунтов), его длина — 7 метров (23 фута). Внутри модуля «Рассвет» упакованы российские и американские грузы для экипажа МКС общим весом около 1,4 тонн (3000 фунтов). 17 мая 2010 года во время полёта выполнил два выхода в открытый космос продолжительностью 7 часов 25 минут. Первое задание для астронавтов — установка запасной антенны Ku-диапазона на сегменте Z1. Эта антенна предназначалась для передачи видеоизображения и для высокоскоростной передачи экспериментальных данных на Землю. На станции уже имелась антенна такого же класса, новая антенна используется как запасная. Второе задание — установка держателя с дополнительными инструментами на роботе «Декстр». Третий выход в открытый космос состоялся 21 мая 2010 года и продолжался 6 часов 46 минут. За это время была произведена замена последних двух аккумуляторных батарей на сегменте Р6. Астронавты установили также перемычку на аммиакопроводе между сегментами Р4 и Р5 и забрали из грузового отсека «Атлантиса» устройство захвата (Power and Data Grapple Fixture) для робота-манипулятора. Продолжительность полёта составила 11 суток 18 часов 29 минут[8].

Общая продолжительность внекорабельной деятельности (ВКД) Райзмана за 3 выхода составила 21 час 15 минут. Общая продолжительность полётов в космос — 107 дней 3 часа 15 минут.

## После полётов
4 марта 2011 года ушёл из отряда астронавтов и из НАСА в SpaceX в качестве старшего инженера, занимающегося вопросами безопасности и обеспечения полетов астронавтов. 31 мая 2018 года Райзман объявил, что покинет свою должность в SpaceX, но останется «консультантом», заявив, что не может отказаться от работы по обучению космическим полетам в университете Южной Калифорнии.

## Награды и премии
- Медаль «За заслуги в освоении космоса» (12 апреля 2011 года, Россия) — за большой вклад в развитие международного сотрудничества в области пилотируемой космонавтики[12].

Награждён: Медаль «За космический полёт» (2008 и 2010) и многие другие.